# Prix littéraires 1983
Liste des prix littéraires décernés au cours de l'année 1983 :

## Prix internationaux
- Prix Nobel de littérature : William Golding (Royaume-Uni)[1]
- Grand prix de littérature du Conseil nordique : Peter Seeberg (Danemark) pour Om fjorten dage
- Grand prix littéraire d'Afrique noire : Sony Labou Tansi (République du Congo) pour L'Anté-peuple.
- Prix littéraire des Caraïbes : Alain Rapon (d)  (France) pour La présence de l'absent

## Allemagne
- prix Heinrich-Böll : Uwe Johnson
- Prix Georg-Büchner :  Wolfdietrich Schnurre
- Prix Friedrich Hölderlin (Bad Homburg) : Hermann Burger

## Belgique
- Prix Victor-Rossel : Guy Vaes pour L'Envers

## Canada
- Prix Athanase-David : Gaston Miron
- Prix du Gouverneur général :
  - Catégorie « Romans et nouvelles de langue anglaise » : Leon Rooke pour Shakespeare's Dog
  - Catégorie « Romans et nouvelles de langue française » : Suzanne Jacob pour Laura Laur
  - Catégorie « Poésie de langue anglaise » : David Donnell pour Settlements
  - Catégorie « Poésie de langue française » : Suzanne Paradis pour Un goût de sel
  - Catégorie « Théâtre de langue anglaise » : Anne Chislett pour Quiet in the Land
  - Catégorie « Théâtre de langue française » : René Gingras pour Syncope
  - Catégorie « Études et essais de langue anglaise » : Jeffery Williams pour Byng of Vimy
  - Catégorie « Études et essais de langue française » : Maurice Cusson pour Le Contrôle social du crime
- Prix Jean-Hamelin : Gaëtan Brulotte pour Le Surveillant et Guy Gervais pour Gravité : poèmes 1967-1973
- Prix Robert-Cliche : Louise Leblanc pour 37 1/2 AA

## Corée du Sud
- Prix de l'Association des poètes coréens : Gang Woo-sik pour 파도조 et Oh Sae-young pour Le soir le plus sombre
- Prix de littérature contemporaine (Hyundae Munhak) :
  - Catégorie « Poésie » : Kim Jong-hae pour Esclave, lève-toi !
  - Catégorie « Roman » : Yun Heunggil pour Brassard
  - Catégorie « Critique » : Kim Byeon-gik
- Prix Kim Soo-young : Hwang Ji-u pour Même les oiseaux quittent ce monde
- Prix Woltan : Seo Jeong-in pour Le festival des azalées
- Prix Yi Sang : So Yeong-eun pour Loin de vous

## Espagne
- Prix Cervantes : Rafael Alberti
- Prix Prince des Asturies : Juan Rulfo
- Prix Nadal : Salvador García Aguilar (es), pour Regocijo en el hombre
- Prix Planeta : José Luis Olaizola, pour La guerra del general Escobar
- Prix national de Narration : Francisco Ayala, pour Recuerdos y olvidos, 2. El exilio
- Prix national de Poésie : Claudio Rodríguez (es), pour Desde mis poemas
- Prix national d'Essai : Eugenio Trías (es), pour Lo bello y lo siniestro
- Prix national de Littérature infantile et juvénile : Josep Vallverdú (es), pour Saberut i Cua-Verd — écrit en catalan.
- Prix Adonáis de Poésie : Javier Peñas Navarro (es), pour Adjetivos sin agua, adjetivos con agua
- Prix Anagrama : Luis Racionero (es) (1940-), pour Del paro al ocio
- Prix de la nouvelle courte Casino Mieres : Ramón Hernández, pour Los Amantes del Sol Poniente
- Prix d'honneur des lettres catalanes : Ramon Aramon i Serra (philologue)
- Journée des lettres galiciennes : Manuel Leiras Pulpeiro
- Prix de la critique Serra d'Or : 
  - Lluís Flaquer, pour De la vida privada, essai.
  - Marià Manent i Cisa (ca), pour L'aroma d'arç. Dietari dispers 1919-1981, journal.
  - Maurici Serrahima i Bofill (ca), pour La frontissa, roman.
  - Joan Margarit i Consarnau, pour Cants d'Hekatònim de Tifundis, recueil de poésie.
  - Josep Murgades i Barceló (ca), pour la traduction de Narracions completes I i II, de Franz Kafka.
  - Alfred Badia i Gabarró (ca), pour la traduction de l'anthologie poétique Poesía trobadoresca.

## États-Unis
- National Book Award : 
  - Catégorie « Fiction » : Alice Walker pour The Color Purple (La Couleur pourpre)
  - Catégorie « Essais - Autobiographie et Biographie » : Judith Thurman pour Isak Dinesen: The Life of a Storyteller
  - Catégorie « Essais - Histoire » : Alan Brinkley pour Voices of Protest: Huey Long, Father Coughlin and the Great Depression
  - Catégorie « Essais - Ouvrages généraux » : Fox Butterfield pour China: Alive in the Bitter Sea (Chine, "survivant dans la mer d'amertume")
  - Catégorie « Essais - Sciences » : Abraham Pais pour "Subtle is the Lord ...": The Science and Life of Albert Einstein (trad. Albert Einstein : la vie et l'œuvre, 1993)
  - Catégorie « Poésie » : Galway Kinnell pour Selected Poems et Charles Wright pour Country Music: Selected Early Poems
- Prix Hugo :
  - Prix Hugo du meilleur roman : Fondation foudroyée (Foundation's Edge) par Isaac Asimov
  - Prix Hugo du meilleur roman court : Âmes (Souls) par Joanna Russ
  - Prix Hugo de la meilleure nouvelle longue : Les Veilleurs du feu (Fire Watch) par Connie Willis
  - Prix Hugo de la meilleure nouvelle courte : Les éléphants sont mélancoliques (Melancholy Elephants) par Spider Robinson
- Prix Locus :
  - Prix Locus du meilleur roman de science-fiction : Fondation foudroyée (Foundation's Edge) par Isaac Asimov
  - Prix Locus du meilleur roman de fantasy : L'Épée du licteur (Sword of the Lictor) par Gene Wolfe
  - Prix Locus du meilleur premier roman : Parade nuptiale (Courtship Rite) par Donald Kingsbury
  - Prix Locus du meilleur roman court : Âmes (Souls) par Joanna Russ
  - Prix Locus de la meilleure nouvelle longue : Djinn, No Chaser par Harlan Ellison
  - Prix Locus de la meilleure nouvelle courte : Sur (Sur) par Ursula K. Le Guin
  - Prix Locus du meilleur recueil de nouvelles : Les Quatre Vents du désir (The Compass Rose) par Ursula K. Le Guin
- Prix Nebula :
  - Prix Nebula du meilleur roman : Marée stellaire (Startide Rising) par David Brin
  - Prix Nebula du meilleur roman court : Hardfought par Greg Bear
  - Prix Nebula de la meilleure nouvelle longue : Le Chant des leucocytes (Blood Music) par Greg Bear
  - Prix Nebula de la meilleure nouvelle courte : Apaisement (The Peacemaker) par Gardner Dozois
- Prix Pulitzer :
  - Catégorie « Fiction » : Alice Walker pour The Color Purple (La Couleur pourpre)
  - Catégorie « Biographie et Autobiographie » : Russell Baker pour Growing Up
  - Catégorie « Essai » : Susan Sheehan pour Is There No Place on Earth for Me?
  - Catégorie « Histoire » : Rhys L. Isaac pour The Transformation of Virginia, 1740–1790
  - Catégorie « Poésie » : Galway Kinnell pour Selected Poems
  - Catégorie « Théâtre » : Marsha Norman pour 'night, Mother

## Finlande
- Prix Aleksis-Kivi : non décerné
- Prix Kalevi-Jäntti : Ilpo Tiihonen pour Eroikka
- Prix Eino-Leino : Pentti Linkola
- Prix national de littérature : Tove Jansson pour Den ärliga bedragaren, Eeva Joenpelto pour Elämän rouva, rouva Glad, Eila Pennanen pour Kirjailijatar ja hänen miehensä, Henrik Tikkanen pour Henriksgatan, Antti Tuuri pour Pohjanmaa, Martti Anhava pour Kirjeitä vuosilta 1877-1890
- Prix littéraire de la ville de Tampere : Hannu Salama pour Kaivo Kellarissa, Pasi Harvalan tarina II
- Prix Tollander : Bo Carpelan
- Prix Rudolf-Koivu : Jori Svärd pour Leikkivuosi de Mysi Lahtinen
- Prix Topelius : Arvi Arjatsalo pour Sammatin Elias
- Prix Mikael-Agricola : Arto Häilä
- Médaille Anni-Swan : non décerné
- Prix d'écriture Juhana-Heikki-Erkko : Boris Verho
- Prix Juhana-Heikki-Erkko : Joni Skiftesvik pour Puhalluskukkapoika ja taivaankorjaaja
- Médaille Kiitos kirjasta : Antti Tuuri pour Pohjanmaa
- Prix Arvid-Lydecken : Laila Kohonen pour Hakkapeliitan aarre
- Prix Kaarle : Kerttu-Kaarina Suosalmi
- Prix Pehr-Evind-Svinhufvud : Arvi Kivimaa pour Unessa ja elämässä
- Prix du grand club du livre finlandais : Kai Nieminen
- Prix Pirkanmaan-Plättä : Taru Mäkinen pour Ninnan musta pilvi
- Prix Väinö Linna : non décerné
- Prix Pääskynen : Irja Lappalainen
- Prix Atorox : Antti Oikarinen pour Jumalten vuori
- Prix Waltari : Ilkka Pitkänen

## France
- Prix Goncourt : Les Égarés de Frédérick Tristan
- Prix Médicis : Cherokee de Jean Echenoz
  - Prix Médicis étranger : La Route bleue de Kenneth White
- Prix Femina : Riche et Légère de Florence Delay
- Prix Renaudot : Avant-Guerre de Jean-Marie Rouart
- Prix Interallié : Maria Vandamme de Jacques Duquesne
- Grand prix de littérature de l'Académie française : Michel Mohrt
- Grand prix du roman de l'Académie française : Natalia de Liliane Guignabodet
- Prix des Deux Magots : La Dernière Mise à mort de Michel Haas
- Prix France Culture : Portrait et un rêve de Catherine Weinzaepflen
- Prix du Livre Inter : Le Bouchot d'Hortense Dufour
- Prix des libraires : La Danse du loup de Serge Bramly
- Prix du Quai des Orfèvres : Maurice Périsset pour Périls en la demeure
- Prix mondial Cino-Del-Duca : Jacques Ruffié pour l'ensemble de son œuvre

## Italie
- Prix Strega : Mario Pomilio, Il Natale del 1833 (Rusconi)
- Prix Bagutta : Giorgio Bassani, In rima e senza, (Mondadori)
- Prix Campiello : Carlo Sgorlon, La conchiglia di Anataj
- Prix Malaparte : Anthony Burgess
- Prix Napoli : Michele Anzalone (it), L'umana compagnia (Città Armoniosa)
- Prix Stresa : Davide Lajolo, Il merlo di campagna e il merlo di città, (Rizzoli)
- Prix Viareggio : Giuliana Morandini, Caffè specchi

## Monaco
- Prix Prince-Pierre-de-Monaco : Jacques Laurent[2]

## Royaume-Uni
- Prix Booker : J. M. Coetzee pour Life and Times of Michael K (Michael K, sa vie, son temps)
- Prix James Tait Black :
  - Fiction : Jonathan Keates pour Allegro Postillions
  - Biographie : Alan Walker pour Franz Liszt: The Virtuoso Years
- Prix WH Smith : A. N. Wilson pour Wise Virgin
- Prix John-Llewellyn-Rhys : The Slow Train to Milan de Lisa St Aubin de Terán
- Médaille Carnegie : Jan Mark pour Handles
- Prix Rose-Mary-Crawshay : Claire Lamont pour son édition de Waverley de Walter Scott
- Prix Somerset-Maugham : Lisa St Aubin de Terán pour Keepers of the House

## URSS
- Prix Andreï-Biély : Olga Sedakova